# Blanzac, Haute-Loire
Blanzac är en kommun i departementet Haute-Loire i regionen Auvergne-Rhône-Alpes i centrala Frankrike. Kommunen ligger i kantonen Saint-Paulien som tillhör arrondissementet Le Puy-en-Velay. År 2022 hade Blanzac 450 invånare.

## Befolkningsutveckling
Antalet invånare i kommunen Blanzac
| Referens: INSEE |